# Leptosiaphos pauliani
Espèce
Synonymes
- Lygosoma pauliani Angel, 1940
- Riopa erythropleuron Mertens, 1968

Statut de conservation UICN

 EN B1ab(iii) : En danger
Leptosiaphos pauliani est une espèce de sauriens de la famille des Scincidae.

## Répartition
Cette espèce est endémique du Cameroun.

## Étymologie
Cette espèce est nommée en l'honneur de Renaud Paulian (1913–2003).

## Publication originale
- Angel, 1940 : Deux nouvelles espèces de Lygosoma du Cameroun, matériaux de la mission P. Lepesme, R. Paulian et A. Villirs. Bulletin du Muséum national d'histoire naturelle de Paris, vol. 12, p. 82-85.